# 1944: Bomben auf Auschwitz?
Der 2019 entstandene Dokumentarfilm von Tim Dunn (Regie) und Mark Hayhurst (Drehbuchautor) 1944: Bomben auf Auschwitz? will anhand von historischem Bild- und Filmmaterial, Interviews von Zeitzeugen, Historikern und mit zurückhaltenden aber die Zeit illustrierend nachgestellten Spielszenen mit den aus Auschwitz geflohenen Häftlingen Rudolf Vrba und Alfred Wetzler, und dem nach ihren Aussagen verfassten Bericht die im Titel enthaltene Frage beantworten. Der Bericht, es gibt zwei Fassungen (kurz und lang), ist auch unter dem Namen der Auschwitz-Protokolle bekannt. Es werden aber auch auf der Basis historischer Zitate die möglichen Stellungnahmen damaliger Politiker der Alliierten zu dieser Frage aus verschiedenen Blickwinkeln versucht in eine denkbare Antwort einzubeziehen.
Noch genauer geht es um diese im Film wiederholt gestellten Fragen: Warum wurde das Konzentrationslager Auschwitz-Birkenau und damit die Gaskammern und/oder die dorthin führenden Bahnstrecken aus Ungarn nicht vor der Deportation der ungarischen Juden durch die deutschen Besatzer des Landes im Frühjahr/Sommer 1944 mit gezielten Fliegerangriffen zerstört? War das technisch (militärtechnisch) möglich und welche Risiken wären damit verbunden gewesen? Gab es daneben andere Hinderungsgründe für solche Luftangriffe?
Der Film wurde ab 2019 im britischen (gekürzt) und deutschen Fernsehen gezeigt.

## Inhalte
Der Film hat drei inhaltliche Schwerpunkte:
- die Flucht von Rudolf Vrba und Alfred Wetzler im Frühjahr 1944 und die (schriftlich dokumentierte) Erfassung ihres Berichts in der besetzten Tschechoslowakei bei Oscar Krasniansky in Žilina (ab dem 25. April).

- Der Transport und die Weitergabe der beiden Berichtsversionen aus Bratislava erfolgte durch Rab. C. M. D. Weissmandl an Stellen bei den Alliierten, von denen mutmaßlich militärische Hilfe für die Gefangenen im Konzentrationslager Auschwitz ausgehen konnte: in Jerusalem, Bern, London, Washington/DC (ab Min. 20; zum Bspl. im US-War Refugee Board). Die Langfassung ihres Berichts (40 Seiten) kam erst nach der Befreiung Italiens zu den Regierungsstellen in London und Washington.

- Die damalige Diskussion dreht sich nicht nur um die technischen, sondern auch um die ethischen Fragen zu einer Bombardierung und damit einer nicht auszuschließenden Tötung dort gefangener Menschen, durch diese Luftangriffe. Sowohl innerhalb jüdischer Organisationen wie von Regierungsstellen in London und Washington wurde sie geführt und musste unter Zeitdruck eine Antwort finden.

Zeitgeschichtlich bekannte Personen, die im Film berücksichtigt werden, sind Winston Churchill, John W. Pehle – Direktor des US-WRB, John McCloy – der stellv. US-Kriegsminister, Anthony Eden und Chaim Weizmann. Ob der Umfang des Genozids vor dem Kriegsende richtig eingeschätzt wurde, wird wiederholt gefragt. Die in Vorbereitung befindliche Invasion der Alliierten in Frankreich am D-Day und ab dem 6. Juni 1944 laufend, spielt ebenfalls eine gewichtige Rolle. Im Film werden auch spätere Einschätzungen zu diesen Fragen wiedergegeben. Es geht auch um die nachträgliche Frage, ob die oft gehörte Rechtfertigung, dass Anfang 1944 Auschwitz noch nicht als Vernichtungslager bekannt war, überhaupt stimmt?

## Technische Angaben
- Herkunftsland : Deutschland, 90 Min.
- Jahr : 2019
- Erstsendung bei arte am 21. Januar 2020
- Englischer Titel: 1944: Should We Bomb Auschwitz?
- Erstsendung bei BBC Two am 29. September 2019 (Sprache: englisch, 59 Minuten)
- Produzierende Sender: ZDF, BBC
  - Tim Dunn (Regie)
  - Mark Hayhurst (Drehbuchautor)
  - Susan Jones (ausführender Produzent)
  - Nicolas Kent (ausführender Produzent)
  - Oxford Film and Television (Produktionsfirma)

## Mitwirkende
Darstellende in den Spielszenen … von reale Person – war (Schauspieler)
- Rudolf Vrba – David Moorst
- Alfred Wetzler – Michael Fox
- Oscar Krasniansky – Tom Keller

In den Film eingeschnittene Kommentare der interviewten Zeitzeugen:
- Hedy Bohm (ins KZ A. deportiert 1944)
- Judy Cohen (ins KZ A. deportiert 1944)
- Max Eisen (ins KZ A. deportiert 1944)
- Zigi Shipper (ins KZ A. deportiert 1944)
- Gerta Vrbová (erste Ehefrau von Rudolf Vrba)
- Lenka Weksberg (ins KZ A. deportiert 1944)

Beteiligte und interviewte Forscher:
- Michael Berenbaum
- Rebecca Erbelding[1]
- Tami Davis Biddle, US Army War College (siehe bei Literatur)
- Deborah Lipstadt
- Nikolaus Wachsmann
- John Bew

## Hintergrund
Bekannte erfolgreiche Fluchtversuche, die mit dem Transport von Berichten aus dem KZ in den Westen verbunden waren, haben begangen:
- Jan Karski. Im November 1942, mit dem Bericht des polnischen Offiziers über regelrechte Vernichtungslager[2]

Karski konnte im Juli 1943 auch mit Präsident Roosevelt persönlich zusammentreffen.
- Jerzy Tabeau war am 19. November 1943 aus Auschwitz geflohen. Sein Bericht erreichte im April 1944 die Schweiz. Von dort gelangte er in die USA und wurde im November 1944 anonym als „Bericht eines polnischen Majors“ veröffentlicht.[4]
- Arnost Rosin und Czesław Mordowicz konnten kurz nach Vrba und Wetzler am 27. Mai 1944 ebenfalls aus Auschwitz fliehen. Sie konnten Teile des umfassenderen Berichts der beiden bestätigen.

Es gab eine weitere Nachrichtenquelle über die begonnenen Massenmorde an Juden in Polen und den besetzen Teilen der Sowjetunion: deutsche Funksprüche enthielten viele Details dazu. Premierminister Winston Churchill erhielt täglich Kurzberichte von solchen dechiffrierten deutschen Meldungen und wöchentliche Zusammenfassungen daraus. In einer Rundfunkrede vom 24. August 1941 gab er erstmals Teile dieses Wissens bekannt.
Vom Frühjahr bis zum Herbst 1942 verdichteten sich die Informationen der amerikanischen und britischen Regierung über Massenmorde an polnischen und vielen aus Westeuropa deportierten Juden, die Aktion Reinhardt, die im März 1942 mit der „Liquidierung“ der ersten polnischen Sammellagern jüdischer Gefangener, sprich den Massenmorden begonnen hatte. Dazu gehören der Grojanowski-Report, das Riegner-Telegramm (8. August 1942). Die Erregung der amerikanischen Öffentlichkeit über diese Nachrichten führten sogar zu landesweit stattfindenden Demonstrationen, die das Handeln der US-Regierung gegen die Verbrechen forderten.
Bereits davor stammten die Berichte von dem Offizier Witold Pilecki (ab Oktober 1940, Raport Witolda) aus dem KZ Auschwitz und gingen ab März 1941 an die poln. Exilregierung nach London. Diese Informationen führten u. a. zu der Interalliierten Erklärung gegen die deutsche Politik der Austilgung der jüdischen Bevölkerungsteile Europas vom Dezember 1942.